# ARF 재난구호훈련

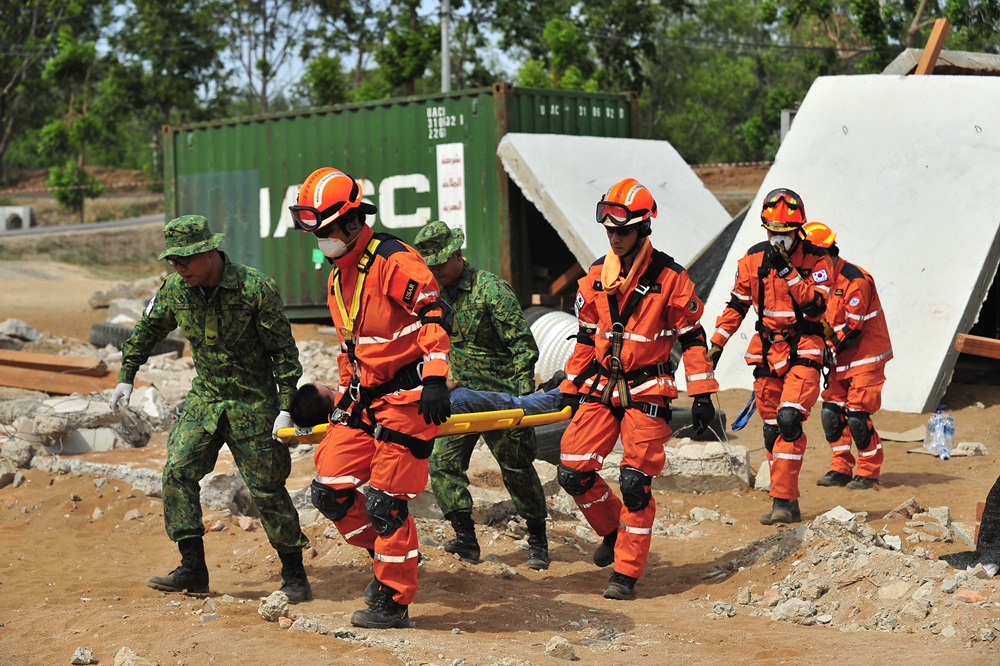
2013년 ARF DiReX

ARF 재난구호훈련(The Asean Regional Forum Disaster Relief Exercise, ARF DiREx)은 동남아시아 국가 연합 아세안 지역 포럼 27개 회원국 간 재난구호분야 협력 증진을 위한 국제재난훈련이다. 지진, 해일 등 대규모 재난상황을 상정하고, 국가별 민군자산을 동원하여 탐색구조, 의료지원 등의 현장훈련과 도상훈련을 실시한다.

## 역대 훈련

### 1차
2009년 5월, 필리핀과 미국이 필리핀에서 공동 개최

### 2차
2011년 3월, 인도네시아와 일본이 인도네시아에서 공동 개최

### 3차
2013년 5월 7일부터 11일 동안 한국과 태국이 태국 펫차 부리 차암에서 공동 개최하였다. ARF 회원국 및 호주, 캐나다, 중국, 인도, 일본, 뉴질랜드, 러시아, 미국, 방글라데시, 스리랑카, 동 티모르 및 유럽 연합의 약 1,200 명의 민간 및 군, 소방기관 인력이 참가하였다. 또한 아세안 사무국, 아세안 인도적 지원 및 재난 관리를위한 아세안 조정 센터 (AHA 센터)를 포함한 지역 및 인도주의 사무국 (UNOCHA), 세계 보건기구, 국제 적십자사 적신 월사 (IFRC) 및 삼자 협력 사무국 (TCS)이 참관인으로 참석하였다. 8.9 크기 지진과 태풍의 시나리오를 바탕으로 ARF 회원국의 민간 및 군사 기관의 재난 관리 및 응급 대응 기관이 역할 조정 및 재난 구호를 훈련하였다.